# Olympia Fields (Illinois)
Olympia Fields es una villa ubicada en el condado de Cook en el estado estadounidense de Illinois. En el Censo de 2010 tenía una población de 4988 habitantes y una densidad poblacional de 654,39 personas por km².

## Geografía
Olympia Fields se encuentra ubicada en las coordenadas 41°30′55″N 87°41′39″O / 41.51528, -87.69417. Según la Oficina del Censo de los Estados Unidos, Olympia Fields tiene una superficie total de 7.62 km², de la cual 7.61 km² corresponden a tierra firme y (0.14%) 0.01 km² es agua.

## Demografía
Según el censo de 2010, había 4988 personas residiendo en Olympia Fields. La densidad de población era de 654,39 hab./km². De los 4988 habitantes, Olympia Fields estaba compuesto por el 25.28% blancos, el 69.53% eran afroamericanos, el 0.14% eran amerindios, el 2.35% eran asiáticos, el 0% eran isleños del Pacífico, el 0.8% eran de otras razas y el 1.9% pertenecían a dos o más razas. Del total de la población el 2.55% eran hispanos o latinos de cualquier raza.